# گیورگی چانتوریا

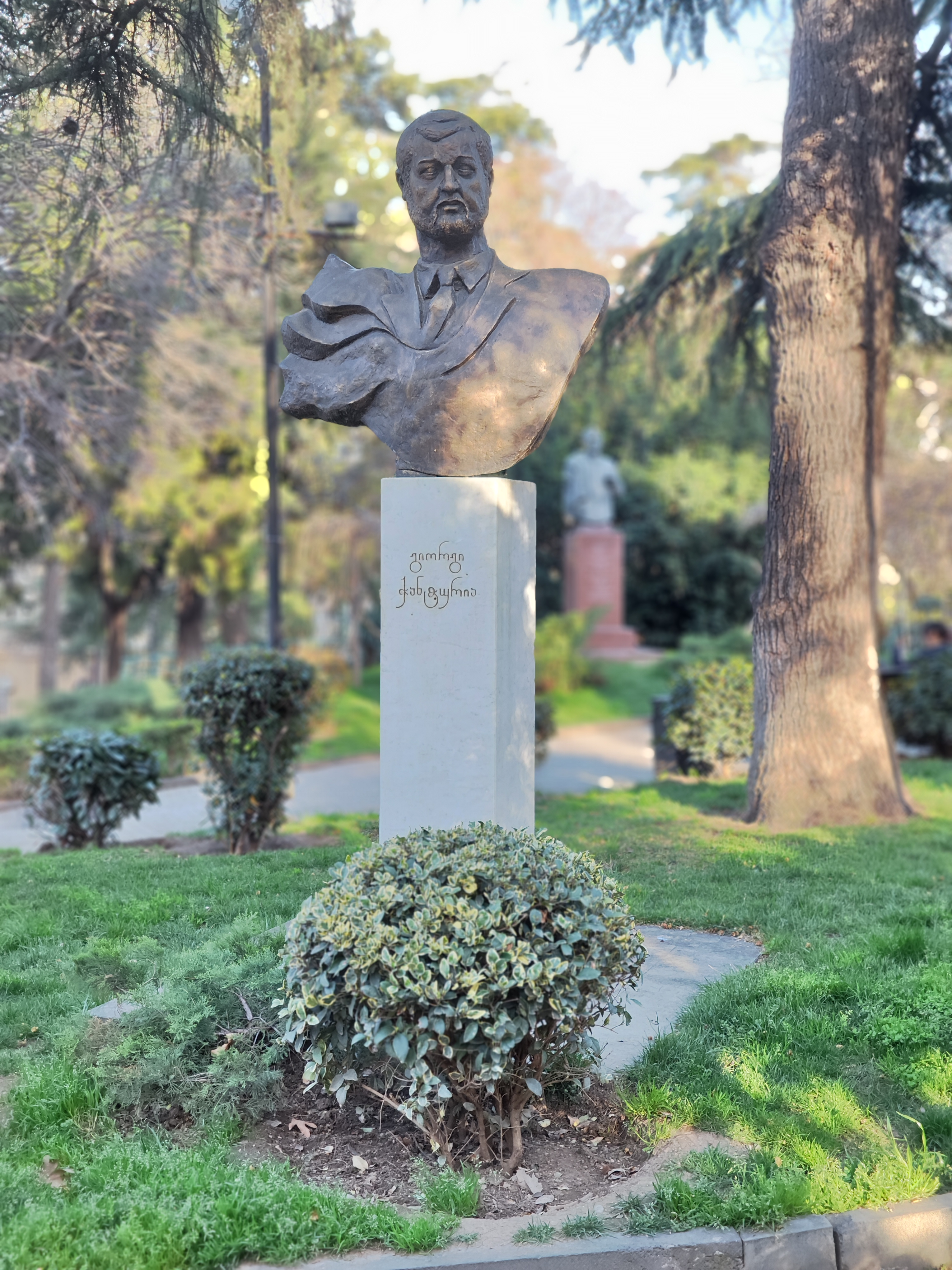
مجسمه مجسمه جورجی چانتوریا در باغ نهم آوریل در تفلیس، گرجستان

گیورگی چانتوریا (گرجی: გიორგი ჭანტურია، ;زاده ۱۹ اوت ۱۹۵۹ – درگذشته ۳ دسامبر ۱۹۹۴) سیاستمداری گرجستانی و رهبر حزب ملی دمکراتیک گرجستان بود که در زمستان سال ۱۹۹۴ میلادی در تفلیس، پایتخت گرجستان به قتل رسید.

## زندگی‌نامه
او با احیای حزب دموکراتیک ملی گرجستان (NDP) به عنوان یک سازمان اپوزیسیون غیررسمی (به دلیل ممنوعیت فعالیت احزاب ضد کمونیستی) ضد کمونیست در سال ۱۹۸۱ وارد سیاست این کشور شد. او چندین بار به دلیل ضدیت با کمونیسم توسط مقامات شوروی دستگیر شد. در اواخر دهه ۸۰ میلادی به همراه مراب کوستاوا و زویاد گامساخوردیا یکی از رهبران نهضت ملی بود. درگیری در اوستیای جنوبی مخالفان کمونیست‌ها را از هم جدا کرد - اما فقط تا مقدار کمی. اگرچه گامساخوردیا و چانتوریا در مورد چگونگی برخورد با خواسته‌های جدایی طلبانه اوستی‌ها به توافق نرسیدند، اما هر دو بیشتر مخالف کمونیست‌ها بودند و با ادامه دادن به عضویت به عنوان بخشی از اتحاد جماهیر شوروی عمیقاً مخالف بودند.
در انتخابات ۱۹۹۰ میلادی، بلوک چتر بدون میز گرد گرجستان به رهبری گامساخوردیا و چانتوریا توانست با ۵۴ درصد، اکثریت آرا را به دست آورد. در آوریل ۱۹۹۱، گرجستان استقلال خود را از اتحاد جماهیر شوروی رسماً اعلام کرد. پس از آن، زویاد گامساخوردیا به عنوان نخستین رئیس‌جمهور گرجستان برگزیده شد. با این حال، حرکت گامساکردیا به سمت استبداد باعث شد بسیاری از متحدان و همراهان سابق او، از جمله چانتوریا، به اجتماع مخالفین وی بپیوندند.
اپوزیسیون گامساخوردیا که اکنون به ائتلافی ناآرام پشت سر تنگیز سیگوآ، نخست‌وزیر سابق و رهبر گارد ملی ، تنگیز کیتووانی پیوسته‌اند، از گامساخوردیا انتظار داشتند استعفا دهد و خواستار برگزاری انتخابات پارلمانی جدید را بوده‌اند. گامساخوردیا از سازش با اپوزیسیون امتناع کرد و سربازان او در ۲ سپتامبر ۱۹۹۱ تجمع بزرگ مخالفان را در تفلیس با توسل به زور متفرق کردند. پس از جدایی، جیا چانتوریا پس از اینکه در غروب ۱۷ سپتامبر ۱۹۹۱ به هواپیمایی که وی در آن پرواز می‌کرد دستور بازگشت به تفلیس را صادر کرد، دستگیر شد. او به ساخت سازماندهی شده سنگرهایی در خیابان روستاولی (محل قرارگیری مراکز مهم دولتی) در ۲ سپتامبر متهم شده بود. با این حال که طرفدارانش به این اتهام باور نداشتند.
وی پس از سقوط دولت گامساخوردیا، چانتوریا در سال‌های ۱۹۹۲ تا ۱۹۹۴ در مخالفت میانه‌روی با دولت ادوارد شواردنادزه بود.

## مرگ
در صبح روز ۳ دسامبر ۱۹۹۴، در آستانه اختتامیه هفتمین کنگره حزب ملی دموکراتیک گرجستان (NDP)، گیورگی چانتوریا و همسرش، یکی از رهبران فراکسیون NDP در مجلس، ایرینا ساریشویلی، مورد اصابت گلوله چهار نفر افراد مسلح سوار ماشین قرار گرفتند. در پی این حمله تروریستی، چانتوریا و محافظش جان باختند و ساریشویلی به شدت مجروح شد. تروریست‌ها سپس موفق به فرار شدند. هیچ‌کس به اتهام ترور دستگیر نشد و هیچ گروهی نیز مسئولیت این اقدام تروریستی را بر عهده نگرفت. وزارت کشور گرجستان، اعضای ارشد سازمان جاسوسی شوروی (KGB) و سازمان مسلح مخدریونی را به دست داشتن در ترور چانتوریا و تلاش برای ترور رئیس‌جمهور شواردنادزه متهم کرده بود. تیمور خاچیشویلی معاون وزیر امنیت در ۲ سپتامبر به اتهام تلاش برای ترور رئیس‌جمهور گرجستان، شواردنادزه دستگیر شد. سپس حکم بازداشت وزیر سابق امنیت، ایگور گیورگادزه نیز صادر شد.
جهان سیاسی گرجستان از ترور چانتوریا در شوک فرورفت. ترور او درخواست‌ها برای استعفای کابینه وزیران را تشدید کرد.
اگرچه هیچ اتهام آشکاری علیه هیچ گروه سیاسی مطرح نشد، با این حال افراد خیلی کمی در ماهیت سیاسی این ترور تردید داشتند. ناظران به محبوبیت فزاینده چانتوریا و حزب او اشاره کردند و به این واقعیت اشاره کردند که اخیراً رئیس فقید NDP از چند شخصیت مهم سیاسی به شدت انتقاد کرده است: رهبر مخدریونی، جابا ایوسلیانی نماینده مجلس، واردیکو نادیبایدزه وزیر دفاع و ایگور گیورگادزه وزیر امنیت دولتی. در حالی که ایوسلیانی متهم به اداره گرجستان با الگوگیری از پدرخوانده (مافیا) بود، از دو وزیر به عنوان ترویج منافع ملی روسیه به گرجستان نام برده شده بود، به این معنی که این دو وزیر به جای حمایت و پیگیری منافع کشور خود (گرجستان) در حال کمک و همکاری با روس‌ها (به عنوان دشمنان حاکمیت گرجستان) هستند.